# Bleiddwn
Bleiddwn (« petit loup ») est un louveteau fabuleux de la mythologie celtique brittonique, qui apparaît dans la Quatrième branche du Mabinogi : « Math fils de Mathonwy ». Il est engendré par les deux frères Gwydion et Gilfaethwy, alors qu’ils ont l’apparence respective d’un loup et d’une louve, états dus à la magie de leur oncle Math.

## Mythologie
Math, magicien et souverain du Gwynedd, est contraint de vivre les pieds dans le giron de la vierge Goewin, à moins qu’il ne doive aller à la guerre. Gilfaethwy, l’un de ses neveux s’est épris de la vierge et en parle à son frère le magicien Gwydion qui élabore un stratagème pour éloigner le roi. Il lui vante des porcs fabuleux, arrivés de l’Annwvyn, chez Pryderi, le prince de Dyfed et dit pouvoir se les approprier. À la cour de Pryderi, accompagné de onze faux bardes, il échange les porcs contre des étalons et des lévriers magiques, qui disparaissent après vingt-quatre heures. Pryderi part en guerre, contraignant Math à quitter sa résidence royale de Caer Dathyl.
Gilfaethwy viole Goewin, qui rapporte les faits au roi, à son retour. N’étant plus vierge, elle ne peut plus assumer son rôle de « porte-pieds ». Pour punir ses neveux, Math transforme Gilfaethwy en biche et Gwydion en cerf en les obligeant à avoir un petit, Hyddwn (« petit cerf ».). Au bout d’un an, ils reviennent à la cour de Math, qui garde le petit et le fait baptiser. Quant à Gwydion et Gilfaethwy, il les transforme respectivement en laie et en sanglier. Ils vont engendrer un marcassin, Hychtwn, que Math transformera en garçon, aux cheveux châtain. 
Math leur fait alors subir une dernière transformation animale, en loup et en louve, état pendant lequel ils engendrent Bleiddwn. Au bout d’une année, Math redonne à ses neveux leur apparence humaine et fait de leur progéniture de fidèles champions.

## Les enfants de Dôn
|                 |                 |                 |                 |                 |                 |  |  |                       |                       |                       |                       |                       |                       |  |  | Dôn                    | Dôn                    | Dôn                    | Dôn                    | Dôn                    | Dôn                    |  |  | Beli Mawr | Beli Mawr | Beli Mawr | Beli Mawr | Beli Mawr | Beli Mawr |  |  |          |          |                                    |                                    |                                    |                                    |                                    |                                    |           |           |           |           |           |           |  |  |                                       |                                       |                                       |                                       |                                       |                                       |  |  |  |  |  |  |  |  |  |  |  |  |  |  |  |  |  |  |  |  |  |  |  |  |  |  |  |  |  |  |  |  |  |  |
|                 |                 |                 |                 |                 |                 |  |  |                       |                       |                       |                       |                       |                       |  |  | Dôn                    | Dôn                    | Dôn                    | Dôn                    | Dôn                    | Dôn                    |  |  | Beli Mawr | Beli Mawr | Beli Mawr | Beli Mawr | Beli Mawr | Beli Mawr |  |  |          |          |                                    |                                    |                                    |                                    |                                    |                                    |           |           |           |           |           |           |  |  |                                       |                                       |                                       |                                       |                                       |                                       |  |  |  |  |  |  |  |  |  |  |  |  |  |  |  |  |  |  |  |  |  |  |  |  |  |  |  |  |  |  |  |  |  |  |
|                 |                 |                 |                 |                 |                 |  |  |                       |                       |                       |                       |                       |                       |  |  |                        |                        |                        |                        |                        |                        |  |  |           |           |           |           |           |           |  |  |          |          |                                    |                                    |                                    |                                    |                                    |                                    |           |           |           |           |           |           |  |  |                                       |                                       |                                       |                                       |                                       |                                       |  |  |  |  |  |  |  |  |  |  |  |  |  |  |  |  |  |  |  |  |  |  |  |  |  |  |  |  |  |  |  |  |  |  |
|                 |                 |                 |                 |                 |                 |  |  |                       |                       |                       |                       |                       |                       |  |  |                        |                        |                        |                        |                        |                        |  |  |           |           |           |           |           |           |  |  |          |          |                                    |                                    |                                    |                                    |                                    |                                    |           |           |           |           |           |           |  |  |                                       |                                       |                                       |                                       |                                       |                                       |  |  |  |  |  |  |  |  |  |  |  |  |  |  |  |  |  |  |  |  |  |  |  |  |  |  |  |  |  |  |  |  |  |  |
| Gwydion         | Gwydion         | Gwydion         | Gwydion         | Gwydion         | Gwydion         |  |  | Eveydd                | Eveydd                | Eveydd                | Eveydd                | Eveydd                | Eveydd                |  |  | Gilfaethwy             | Gilfaethwy             | Gilfaethwy             | Gilfaethwy             | Gilfaethwy             | Gilfaethwy             |  |  | Amaethon  | Amaethon  | Amaethon  | Amaethon  | Amaethon  | Amaethon  |  |  | Gofannon | Gofannon | Gofannon                           | Gofannon                           | Gofannon                           | Gofannon                           |                                    |                                    | Arianrhod | Arianrhod | Arianrhod | Arianrhod | Arianrhod | Arianrhod |  |  |                                       |                                       |                                       |                                       |                                       |                                       |  |  |  |  |  |  |  |  |  |  |  |  |  |  |  |  |  |  |  |  |  |  |  |  |  |  |  |  |  |  |  |  |  |  |
| Gwydion         | Gwydion         | Gwydion         | Gwydion         | Gwydion         | Gwydion         |  |  | Eveydd                | Eveydd                | Eveydd                | Eveydd                | Eveydd                | Eveydd                |  |  | Gilfaethwy             | Gilfaethwy             | Gilfaethwy             | Gilfaethwy             | Gilfaethwy             | Gilfaethwy             |  |  | Amaethon  | Amaethon  | Amaethon  | Amaethon  | Amaethon  | Amaethon  |  |  | Gofannon | Gofannon | Gofannon                           | Gofannon                           | Gofannon                           | Gofannon                           |                                    |                                    | Arianrhod | Arianrhod | Arianrhod | Arianrhod | Arianrhod | Arianrhod |  |  |                                       |                                       |                                       |                                       |                                       |                                       |  |  |  |  |  |  |  |  |  |  |  |  |  |  |  |  |  |  |  |  |  |  |  |  |  |  |  |  |  |  |  |  |  |  |
|                 |                 |                 |                 |                 |                 |  |  |                       |                       |                       |                       |                       |                       |  |  |                        |                        |                        |                        |                        |                        |  |  |           |           |           |           |           |           |  |  |          |          |                                    |                                    |                                    |                                    |                                    |                                    |           |           |           |           |           |           |  |  |                                       |                                       |                                       |                                       |                                       |                                       |  |  |  |  |  |  |  |  |  |  |  |  |  |  |  |  |  |  |  |  |  |  |  |  |  |  |  |  |  |  |  |  |  |  |
|                 |                 |                 |                 |                 |                 |  |  |                       |                       |                       |                       |                       |                       |  |  |                        |                        |                        |                        |                        |                        |  |  |           |           |           |           |           |           |  |  |          |          |                                    |                                    |                                    |                                    |                                    |                                    |           |           |           |           |           |           |  |  |                                       |                                       |                                       |                                       |                                       |                                       |  |  |  |  |  |  |  |  |  |  |  |  |  |  |  |  |  |  |  |  |  |  |  |  |  |  |  |  |  |  |  |  |  |  |
|                 |                 |                 |                 |                 |                 |  |  |                       |                       |                       |                       |                       |                       |  |  |                        |                        |                        |                        |                        |                        |  |  |           |           |           |           |           |           |  |  |          |          |                                    |                                    |                                    |                                    |                                    |                                    |           |           |           |           |           |           |  |  |                                       |                                       |                                       |                                       |                                       |                                       |  |  |  |  |  |  |  |  |  |  |  |  |  |  |  |  |  |  |  |  |  |  |  |  |  |  |  |  |  |  |  |  |  |  |
| Hyddwn « faon » | Hyddwn « faon » | Hyddwn « faon » | Hyddwn « faon » | Hyddwn « faon » | Hyddwn « faon » |  |  | Hychtwn « marcassin » | Hychtwn « marcassin » | Hychtwn « marcassin » | Hychtwn « marcassin » | Hychtwn « marcassin » | Hychtwn « marcassin » |  |  | Bleiddwn « louveteau » | Bleiddwn « louveteau » | Bleiddwn « louveteau » | Bleiddwn « louveteau » | Bleiddwn « louveteau » | Bleiddwn « louveteau » |  |  |           |           |           |           |           |           |  |  |          |          | Dylan Eil Ton « fils de la vague » | Dylan Eil Ton « fils de la vague » | Dylan Eil Ton « fils de la vague » | Dylan Eil Ton « fils de la vague » | Dylan Eil Ton « fils de la vague » | Dylan Eil Ton « fils de la vague » |           |           |           |           |           |           |  |  | Llew Llaw Gyffes « a la main rapide » | Llew Llaw Gyffes « a la main rapide » | Llew Llaw Gyffes « a la main rapide » | Llew Llaw Gyffes « a la main rapide » | Llew Llaw Gyffes « a la main rapide » | Llew Llaw Gyffes « a la main rapide » |  |  |  |  |  |  |  |  |  |  |  |  |  |  |  |  |  |  |  |  |  |  |  |  |  |  |  |  |  |  |  |  |  |  |

## Compléments

### Sources
- Les Quatre branches du Mabinogi et autres contes gallois du Moyen Âge, traduit du gallois, présenté et annoté par Pierre-Yves Lambert, éditions Gallimard, collection « L'aube des peuples », Paris, 1993,  (ISBN 2-07-073201-0).